# El Torno
El Torno est une commune de la province de Cáceres dans la communauté autonome d'Estrémadure en Espagne.

## Géographie

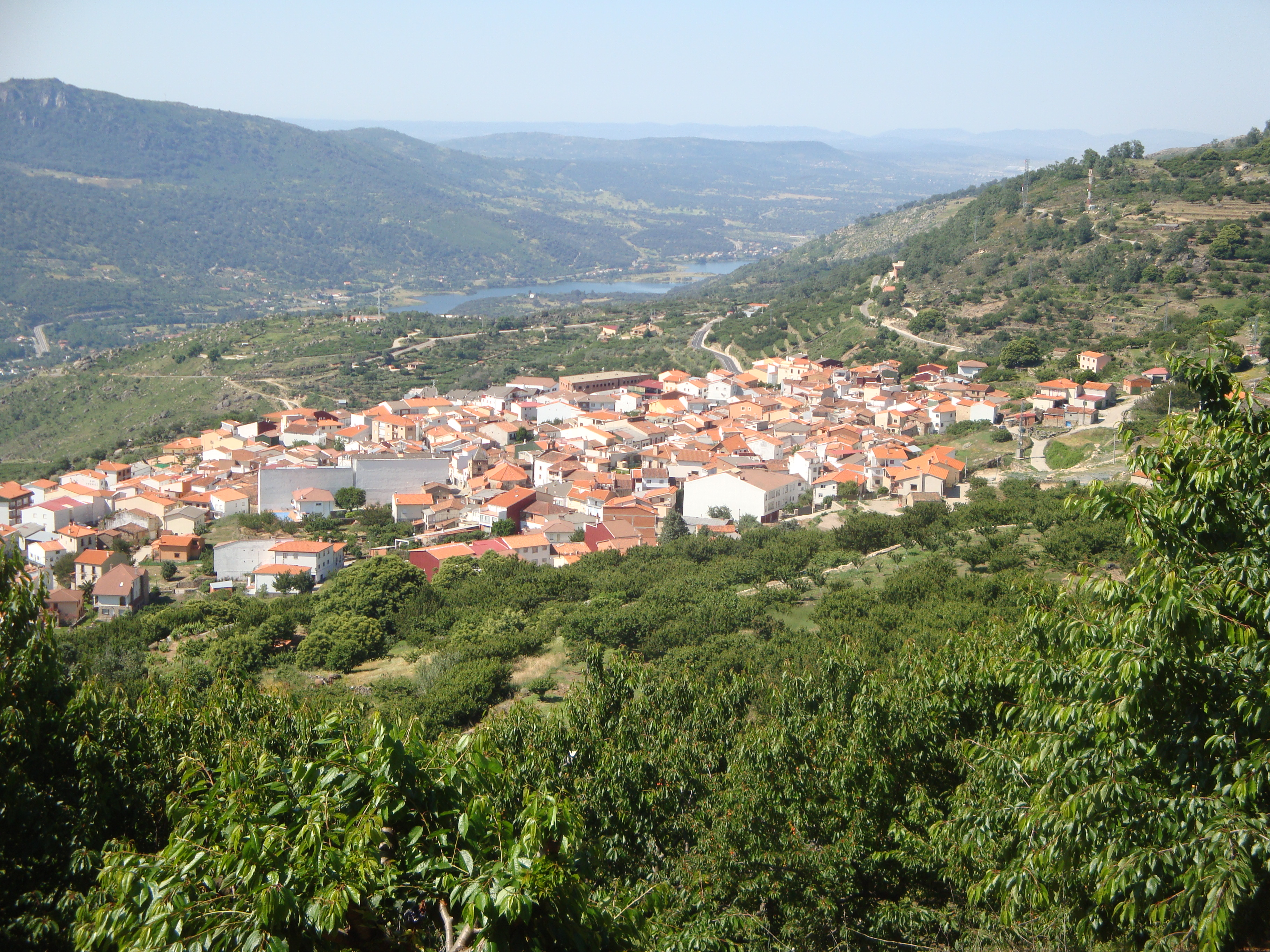
Vue générale

El Torno se trouve dans le bas de la Vallée du Jerte, entre les communes de Jarilla, Valdastillas, Casas del Castañar et Cabezabellosa.

Son environnement naturel compte de nombreux ruisseaux et gorges. On y pratique la randonnée et le parapente.

## Histoire
La commune a été habitée dès la préhistoire. Des gisements du néolithique y ont été trouvés près de la rivière, comme El Hornito ou Las Madroñeras.
Malgré la présence de colonies de vettons, celtes, romains et arabes, la naissance de El Torno comme village ne date que du Bas Moyen Âge.
À la suite de la concession du généreux Privilège et du Fuero (charte) de Plasencia de la part d'Alphonse VIII, la ville fut dotée d'attributions royales pour se repeupler. La Vallée du Jerte faisant partie de son périmètre, de nouveaux habitants y arrivèrent.
El Torno naît du repeuplement par les montagnards originaires du royaume de Leon qui, formés au pastoralisme et attirés par les conditions, s'établirent dans ces montagnes entre la fin du XIIe et la première moitié du XIIIe siècle. Cette origine est attestée par la modalité expressive léonaise, qui a peu évolué, probablement à cause de la structure sociale fermée des villages de montagne et de leur isolement.

Après sa destruction lors de la Guerre d'Indépendance à cause de son activité de guerrilla contre les troupes françaises, à la fin de l'Ancien Régime la localité se constitue en commune constitutionnelle, connue alors comme Torno. 

## Administration
La population de El Torno est aujourd'hui de 833 habitants (Institut National de la Statistique 2024).

## Économie
Les activités économiques de la population relèvent essentiellement de l'agriculture et de l'élevage, avec une prédominance de la culture des cerises, châtaignes, olives, framboises et pommes de terre. Ces dernières font la réputation des habitants, connus dans la vallée comme "patateros".

## Culture et patrimoine
Le village possède une église du XVIe siècle, Nuestra Señora de la Piedad, qui abrite un retable baroque.

Le Mirador de la Memoria, hommage sculpté aux victimes de la guerre civile et du franquisme, est l'autre monument remarquable de la commune.